# Günter Mikosch
Günter Mikosch (* 21. Oktober 1948 in Hohndorf) ist ein ehemaliger deutscher Fußballspieler, der 1975/76 für Energie Cottbus in der DDR-Oberliga, der höchsten Spielklasse im DDR-Fußball, spielte. Mikosch ist DDR-Juniorennationalspieler.

## Sportliche Laufbahn
Im Oktober 1966 bestritt Günter Mikosch als Nachwuchsspieler der Betriebssportgemeinschaft (BSG) Energie Cottbus zwei Länderspiele mit der DDR-Juniorennationalmannschaft, in denen er als Rechtsaußenstürmer eingesetzt wurde. Als 20-Jähriger wurde er von der BSG Energie zu Beginn der Saison 1968/69 erstmals in der in der zweitklassigen DDR-Liga spielenden 1. Männermannschaft aufgeboten. Nach sieben Punktspieleinsätzen wurde er im November 1968 zum Wehrdienst einberufen, erhielt aber die Möglichkeit, bei der Armeesportgemeinschaft Vorwärts Cottbus weiter Fußball in der DDR-Liga zu spielen. Mikosch blieb dort bis 1974 und kam bei den in dieser Zeit ausgetragenen 137 Punktspielen zu 121 Einsätzen, bei denen er vier Tore erzielte. Als Vorwärts Cottbus am Ende der Saison 1973/74 als Absteiger feststand, wurde der Standort aufgelöst und die Fußballspieler zum drittklassigen Bezirksligisten ASG Vorwärts Kamenz umgesetzt.
Nach einer Saison Bezirksliga beendete Mikosch seinen Dienst in der Nationalen Volksarmee und schloss sich im Herbst 1975 wieder Energie Cottbus an. Die Mannschaft war gerade in die DDR-Oberliga aufgestiegen und Mikosch wurde dort als Einwechselspieler zum ersten Mal am 12. Spieltag eingesetzt. Danach kam er noch fünfmal von Beginn an als Stürmer zum Einsatz. Die Saison 1975/76 endete für die BSG Energie mit dem Wiederabstieg und auch in der DDR-Liga-Spielzeit 1976/77 gelang es Mikosch nicht, sich in die Stammelf zu spielen. Von den 22 Punktspielen bestritt er nur neun Partien, erzielte aber ein Tor. 1977/78 wurde Mikosch nur in der 2. Mannschaft in der Bezirksliga eingesetzt.
Zur Saison 1978/79 wechselte er innerhalb der Bezirksliga zur BSG Lok Cottbus. Nach vier Spielzeiten stieg die BSG mit Mikosch in die DDR-Liga auf, wo er in den 22 Punktspielen elf Mal eingesetzt wurde. Lok Cottbus konnte sich 1982/83 nur eine Saison lang in der DDR-Liga halten, für den fast 35-jährigen Mikosch bedeutete es das Ende des Leistungssports.